# François Sueur
Pour les articles homonymes, voir Sueur (homonymie).
François Sueur, né le 18 avril 1953 à Liercourt, département de la Somme, est un ornithologue et éditeur français, connu pour être un des plus grands promoteurs de la réserve naturelle nationale de la baie de Somme.

## Biographie

### Formation
Jeune observateur d'oiseaux, François Sueur se passionne pour l'étude des oiseaux depuis 1970. Il suit entre 1972 et 1993 des cours universitaires de façon intermittente tout en travaillant comme professeur des écoles. En 1993, il passe une thèse de doctorat en Sciences biologiques (Éco-Éthologie) à l'université de Rennes-I, avec pour titre Stratégies d'utilisation de l'espace et des ressources trophiques par les Laridés sur le littoral picard. En dehors de l'ornithologie, il travaille également dans d'autres domaines des sciences naturelles, en particulier botanique, entomologie, herpétologie et mammalogie.

### Publiciste ornithologue
François Sueur rejoint vers 1974 la Centrale ornithologique GEPOP (future Centrale ornithologique picarde, COP) fondée en 1973, le groupe des observateurs d'oiseaux du GEPOP (Groupe d'Étude et de Protection des Oiseaux en Picardie). Les premières observations publiées connues de François Sueur paraissent en 1975 dans la revue Alauda et dans le Bulletin d’information et de liaison du GEPOP, Picardie Nature, fondé en 1970. 
Les feuillets de la Centrale ornithologique GEPOP dans Picardie Nature deviennent en 1977 une revue séparée, L'Avocette dans laquelle Sueur publie fréquemment jusqu'en 1992. Il est alors président du Conseil d'Administration de la Centrale ornithologique picarde (COP).
En 1996, il devient le président du Groupe ornithologique picard (GOP) créé la même année, et qui va éditer la revue Avifaune Picarde, dont Sueur est le rédacteur en chef.
Il est auteur d'un grand nombre d'articles scientifiques. Il publie également des monographies sur les oiseaux destinées au grand public.

### Ornithologue conservateur de la nature
François Sueur est en 1973 et 1981 pour le Service du Patrimoine National le premier informateur rapportant sur la future zone naturelle d'intérêt écologique, faunistique et floristique (ZNIEFF) 220014314 de la Baie de la Somme, Parc ornithologique du Marquenterre et Champ Neuf, et il est devenu ensuite l'auteur le plus prolifique concernant ce parc ornithologique et cette zone ZNIEFF. Il est également informateur, surtout en coopération avec Mériaux, de la future ZNIEFF 220320035 de la Plaine Maritime Picarde. 
Il est, en 1994, avec Jérôme Laurent et Didier Pamelle, à l'origine de la transformation de la réserve nationale de chasse de la baie de Somme en réserve naturelle nationale de la baie de Somme
Il est, de 2007 à 2015, membre du comité de pilotage de l’Atlas des oiseaux de France métropolitaine, paru en novembre 2015,
Le 7 mai 2015, date de la création du Projet de Parc naturel régional « Baie de Somme - Picardie maritime », il devient membre du Conseil Scientifique et de Prospective de ce projet.
Il prospecte les bassins de la Réserve ornithologique de Grand-Laviers, à proximité d'Abbeville, et y effectue des observations rigoureuses de l'avifaune depuis 1981. À partir de 1996, il mène des observations sur le site une fois par décade puis deux fois par semaine depuis 2013. Ces comptages réguliers ont fait l'objet de nombreuses publications,,,,,,,.

## Ouvrages
- Commecy X. & Sueur F. (1983) Avifaune de la baie de Somme et de la Plaine maritime picarde. Amiens (GEPOP), 235 p.
- Sueur F. (1984) Poissons, Amphibiens, Reptiles et Mammifères de la baie de Somme et de la plaine maritime picarde. Rue (François Sueur Éditeur), 59 p.
- Sueur F. & Commecy X. (1990) Guide des oiseaux de la baie de Somme. EDF, DRAE Picardie, GEPOP, 192 p.
- Sueur F. (1993) La Mouette Rieuse. Saint Yrieix (Éveil Éditeur), 72 p.
- Sueur F. (1995) Liste commentée des oiseaux de Picardie. Saint-Quentin-en-Tourmont (François Sueur Éditeur), 61 p.
- Mériaux J.L. & Sueur F. (1999) Espèces animales rares et protégées de la Région Picardie. Actes Journée Information AMBE, janvier 1999, Amiens, 263 p.
- Sueur F. (1999) La Tourterelle turque. Saint Yrieix sur Charente (Éveil Nature), 72 p.
- Sueur F. & Triplet P. (1999) Les oiseaux de la Baie de Somme. Inventaire commenté des oiseaux de la Baie de Somme et de la Plaine Maritime Picarde. SMACOPI, GOP, Conservatoire Littoral, RNBS, 510 p. [lire en ligne]
- Sueur F. (2007) Oiseaux de Picardie. Saint-Quentin-en-Tourmont (Groupe Ornithologique Picard), 283 p.
- Beaudoin C., Boutrouille C., Camberlein P., Godin J., Luczak C., Pischiutta R. & Sueur F. (2019) Les oiseaux nicheurs du Nord et du Pas-de-Calais. Mèze (Biotope), 488 p.
- Sueur F., Triplet P., Violet A., Violet F., Lieubray J., Malignat P., Dufour P. & Blondel B. (2020) Oiseaux de Picardie. Groupe Ornithologique Picard,  Saint-Quentin-en-Tourmont, 540 p.